# Àcid heptandioic
L'àcid heptandioic, anomenat àcid pimèlic, és un àcid carboxílic amb dos grups carboxil de cadena lineal amb set àtoms de carboni, la qual fórmula molecular és {\displaystyle {\ce {C7H12O4}}}. En bioquímica és considerat un àcid gras.
A temperatura ambient és un sòlid el qual punt de fusió és de 106 °C i amb un punt d'ebullició de 342 °C. És soluble en aigua (50,0 mg/ml a 20 °C) i el seu pKa a 25 °C val 4,51.

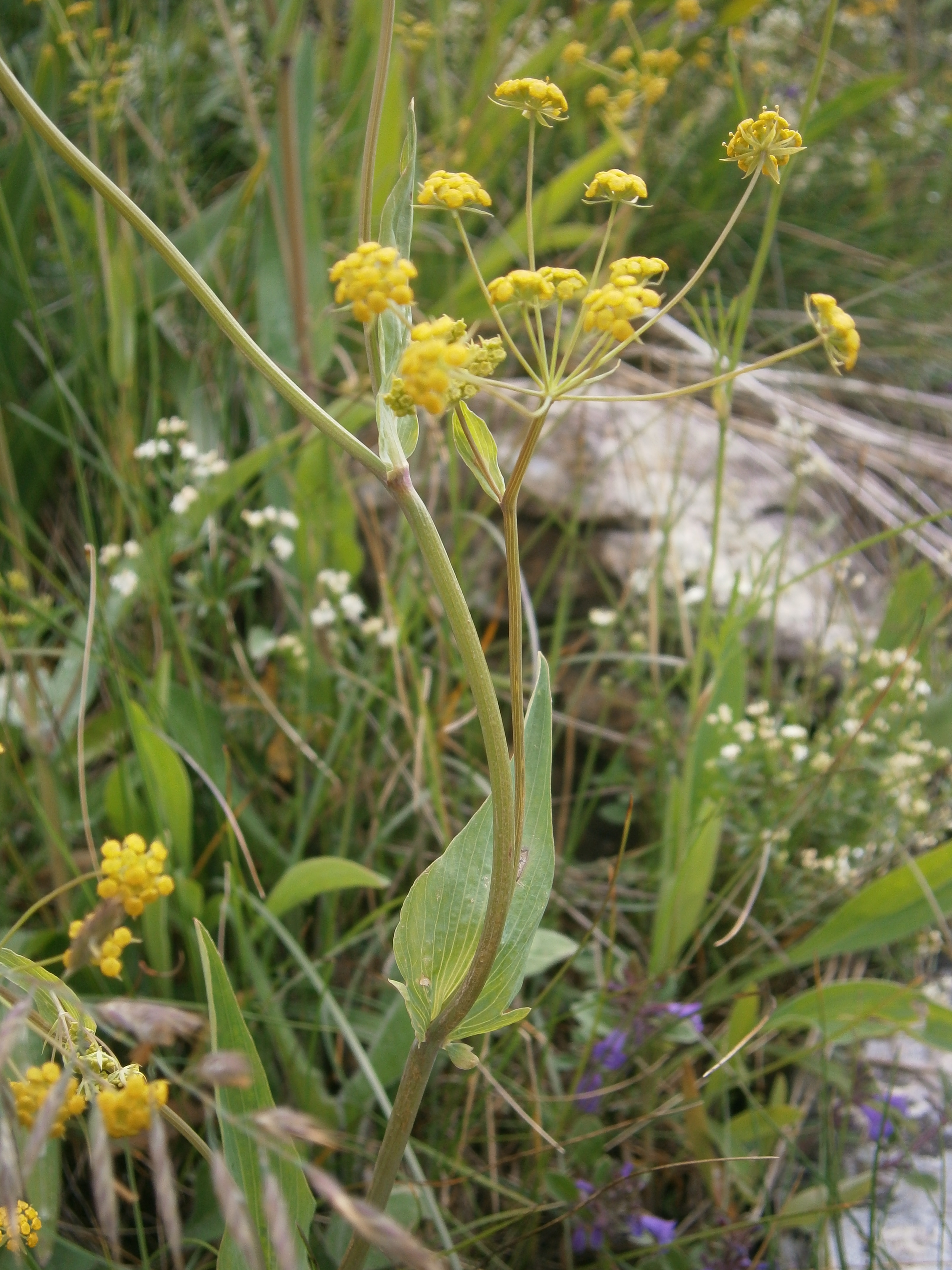
Bupleurum falcatum

L'àcid heptandioic fou descobert, juntament amb d'altres, pel químic francès Auguste Laurent (1807-1853) en la seva recerca sobre els productes obtinguts de l'oxidació de l'àcid oleic amb àcid nítric el 1837. El nom àcid pimèlic deriva del mot grec πιμελη, pimele, que significa 'greix' perquè s'obté de l'oxidació dels greixos. S'ha aïllat, en un percentatge del 0,23 %, de les llavors de Bupleurum falcatum, una planta de la família de les apiàcies (Apiaceae).
L'àcid heptandioic es pot sintetitzar de forma molt selectiva per oxidació de la cicloheptanona amb tetraòxid de dinitrogen. S'obté també, mesclat amb altres àcids dicarboxílics, a partir de l'oxidació de l'àcid palmític. D'altres procediments són l'oxidació de l'heptan-1,7-diol, carbonilació de la caprolactona i el trencament de l'àcid tetrahidrosalicílic amb hidròxid de potassi a 300 °C sota pressió.
La principal aplicació d'aquest àcid és la producció de polièsters i poliamides.